# Paying the Price (film 1916 Crane)
Paying the Price (Reparation) è un film muto del 1916 diretto da Frank H. Crane.

## Trama
Mentre sta lavorando al progetto di un potente esplosivo, l'ufficiale di marina Paul Towne presenta Judith Corbin all'amico Richard. Judith è la ragazza di cui Jake Paul è stato sempre innamorato fin da ragazzo, ma lei, ormai stanca di aspettarlo, accetta la proposta di matrimonio di Richard. Ben presto, però, lui comincia a trascurarla, più interessato all'esplosivo che a lei: oberato dai debiti di gioco, Richard, infatti, ha accettato di rubare la formula per venderla a un governo straniero. Per spiare l'esplosivo, l'uomo vi si avvicina troppo, restando ucciso. Judith, che ormai da tempo aveva capito di aver sposato l'uomo sbagliato, ora può accettare la proposta di matrimonio di Paul.

## Produzione
Il film - il cui titolo in origine era Reparation - fu prodotto dalla Paragon Films. Secondo la pubblicità inclusa nella descrizione del copyright, venne prodotto in collaborazione con il governo degli Stati Uniti che permise a William Brady di far girare il film a bordo del cacciatorpediniere Wadsworth. Alcune scene vennero girate a Newport (Rhode Island), nei pressi e all'interno di alcuni edifici governativi di Washington, a City Island (New York) e sulle coste del New Jersey.

## Distribuzione
Distribuito dalla World Film, il film uscì nelle sale cinematografiche statunitensi il 9 luglio 1916. Il copyright del film, richiesto dalla World Film Corp., fu registrato il 27 luglio 1916 con il numero LU8931.